# Emmanuel Adetoyese Badejo

Emmanuel Adetoyese Badejo (Funtua, Nigéria, 13 de julho de 1961) é um ministro nigeriano e bispo católico romano de Oyo.
Emmanuel Adetoyese Badejo foi ordenado sacerdote em 4 de janeiro de 1986 para a diocese de Oyo. Em 3 de março de 1995, Emmanuel Adetoyese Badejo foi incardinado no clero da diocese de Osogbo.
Em 14 de agosto de 2007, o Papa Bento XVI o nomeou ao bispo coadjutor de Oyo. O bispo de Oyo, Julius Babatunde Adelakun, o consagrou bispo em 20 de outubro do mesmo ano; Os co-consagradores foram o Bispo de Ekiti, Michael Patrick Olatunji Fagun, e o Bispo de Osogbo, Gabriel 'Leke Abegunrin. 
Em 4 de novembro de 2009, Emmanuel Adetoyese Badejo tornou-se bispo de Oyo, sucedendo Julius Babatunde Adelakun, que renunciou por motivos de idade.
Em 2 de dezembro de 2021, o Papa Francisco o nomeou membro do Dicastério para as Comunicações.